# Кастелветро ди Модена
Кастелвѐтро ди Мо̀дена (на италиански: Castelvetro di Modena, на местен диалект Castelvêder, Кастелведер) е град и община в северна Италия, провинция Модена, регион Емилия-Романя. Разположен е на 152 m надморска височина. Населението на общината е 11 095 души (към 2012 г.).